# Houston, wir haben ein Problem!
„Houston, wir haben ein Problem!“ sind die Worte eines bekannten, aber nicht ganz korrekt wiedergegebenen Funkspruchs, der am 13. April 1970 von der Besatzung der Apollo 13 an die NASA-Missions-Überwachungszentrale im Lyndon B. Johnson Space Center in Houston (Texas) gerichtet wurde. Das Zitat wurde zu einem geflügelten Wort.

## Das Zitat
Etwa zwei Tage nach dem Start explodierte bei der amerikanischen Raumfahrt-Mission Apollo 13 plötzlich ein Tank mit flüssigem Sauerstoff (siehe hier). Daraufhin trat die Crew per Funk laut NASA-Protokoll mit den folgenden Worten mit dem Capcom Jack R. Lousma im Christopher C. Kraft Jr. Mission Control Center auf der Erde in Kontakt:

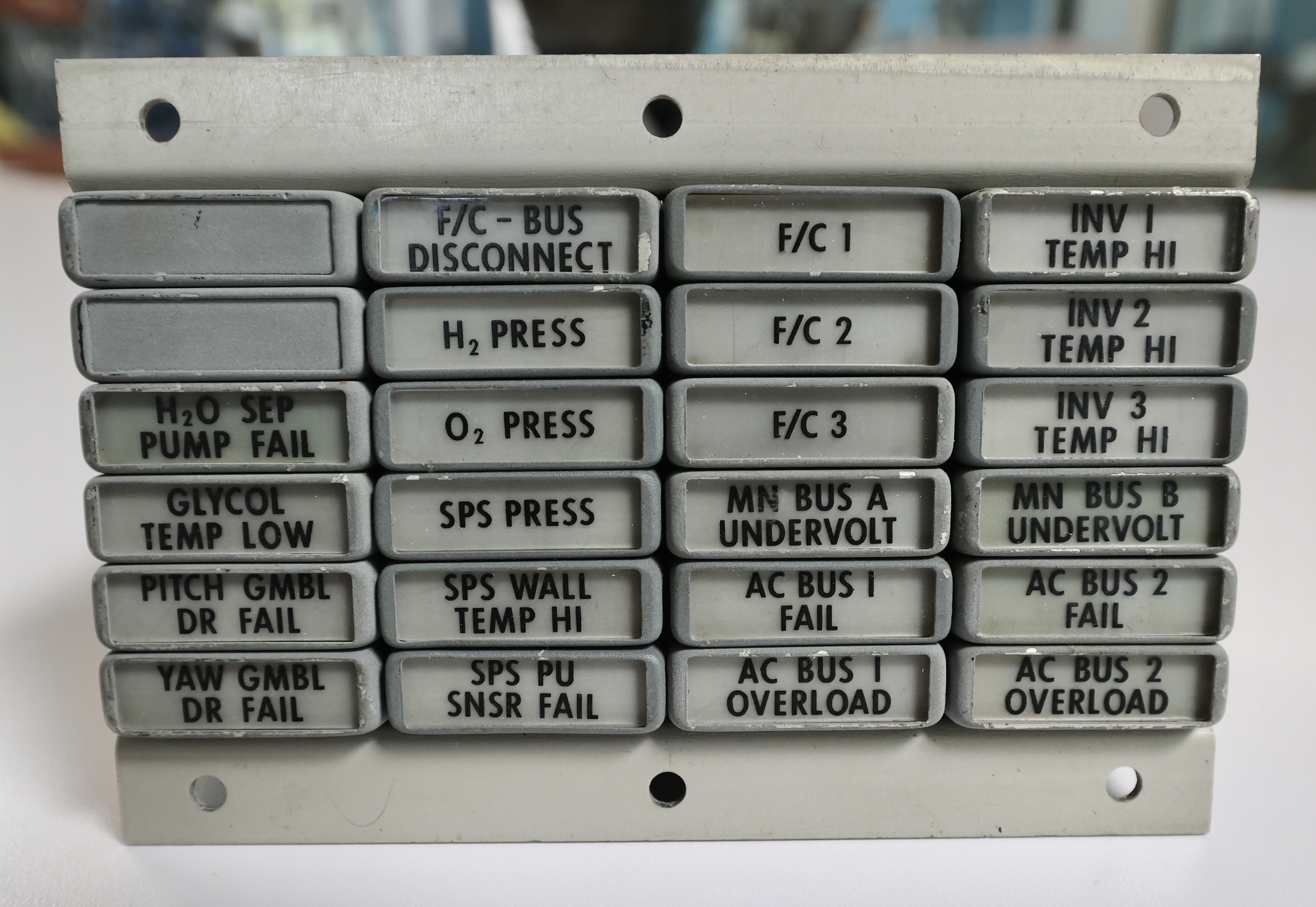
Alarmanzeigen einer Apollo-Kapsel, in der rechten Spalte „M(AI)N BUS B UNDERVOLT“, welche bei Apollo 13 rot aufleuchtete

[02:07:55:19]: Fred Haise: Okay, Houston... (interrupted by Lovell)
[02:07:55:20]: Jack Swigert: I believe we’ve had a problem here.
[02:07:55:28]: Jack R. Lousma: This is Houston. Say again, please.
[02:07:55:35]: Jim Lovell: Houston, we’ve had a problem. We’ve had a main B bus undervolt.
Auf Deutsch:
[02:07:55:19]: Fred Haise: Okay, Houston... (wird von Lovell unterbrochen)
[02:07:55:20]: Jack Swigert: Ich glaube, wir haben hier ein Problem gehabt.
[02:07:55:28]: Jack R. Lousma: Hier ist Houston. Bitte wiederholen Sie.
[02:07:55:35]: Jim Lovell: Houston, wir haben gerade ein Problem gehabt. Wir haben eine Unterspannung in Hauptbus B gehabt.
Im Tonmitschnitt und nach den Schilderungen von James „Jim“ Lovell lautete das korrekte, initiale Zitat von Kapselpilot John „Jack“ Swigert jedoch „Okay, Houston, we’ve had a problem here“ (deutsch: „Okay, Houston, wir haben hier gerade ein Problem gehabt“). 
Bekannt wurde das Zitat in der leicht abgewandelten (und so im Film Apollo 13 verwendeten) Formulierung „Houston, we have a problem.“ (deutsch: „Houston, wir haben ein Problem.“).

## Weiterer Verlauf
Das Rohrsystem des Tanks wurde ebenfalls durch die Explosion beschädigt und die drei alkalischen Brennstoffzellen konnten daher nur wenige Stunden arbeiten. Die einzige Möglichkeit bestand darin, die Mission abzubrechen und Apollo 13 so schnell wie möglich zur Erde zurückzubringen. Als „Rettungsboot“ wurde die Mondlandefähre Aquarius improvisiert. Beim Rückflug veränderte sich der Kurs durch eine kurze Brennphase des Landemotors im Mondmodul geringfügig, sodass die Flugbahn nach der Mondumlaufbahn wieder zur Erde zurückführte. Die Crew befand sich insgesamt länger als drei Tage in der Mondlandefähre. Kurz vor der Wiedereintrittsphase musste die während des Unfalls teilweise entladene Silberoxid-Zink-Batterie des Befehlsmoduls mit einem improvisierten Kabel wieder aus dem Mondmodul geladen werden. Schließlich kamen die Astronauten erfolgreich auf der Erde an.

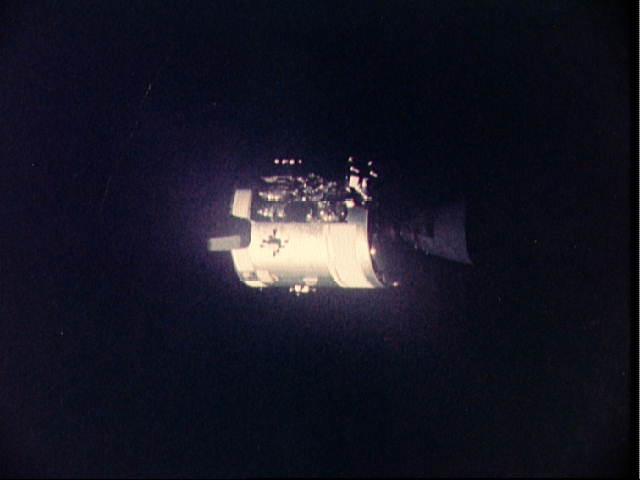
Das havarierte Servicemodul der Apollo 13 nach Abtrennung

## Verfilmung der Apollo-Mission
Im Film Apollo 13 wurde das tatsächliche Zitat zu „Houston, we have a problem“ verkürzt. Der Drehbuchautor William Broyles Jr., der die Änderung vornahm, erklärte, dass die in Wirklichkeit verwendete Zeitform Perfekt „nicht so dramatisch“ sei. Broyles und Naomi S. Baron, eine Sprachwissenschaftlerin der American University, sagten, dass der gesprochene Dialog in einem spannenden Film nicht gut funktionieren würde. Wahrscheinlich wurde auch wegen dieser trickreichen Anwendung ausgerechnet das gekürzte Zitat aus dem Film so bekannt: Es besetzt Platz 50 der „100 größten Filmzitate“ des AFI.

## Sonstiges
Ein Spielfilm aus dem Jahr 2016 über ein angebliches von den Amerikanern finanziertes jugoslawisches Raumfahrtprogramm trägt den Titel Houston, wir haben ein Problem!
In der Musik wurde das englische Zitat 1991 im Trance-Song We Have a Problem von Space Shuttle verarbeitet.